# Noripterus
Noripterus (que significa «ala del llac»; del mongol nuur («llac») i del grec antic πτερόν, pteron («ala»)) és un pterosaure del gènere de pterodactiloïdeus dsungariptèrids de la formació de Lianmuqin del Cretaci inferior que habitava a la zona de l'actual conca de Jungària de Xinjiang (Xina).
Va ser nomenat per primera vegada per Yang Zhongjian (també conegut com C.C. Young en fonts més antigues) l'any 1973. S'han recuperat restes fòssils addicionals a Tsagaantsav Svita (Mongòlia).

## Descripció
El primer exemplar holotip de Noripterus (IVPP V.4062, localitat tipus IVPP 64045) conservava la part anterior del crani i les mandíbules inferiors, vèrtebres i extremitats parcials i pelvis. Noripterus era bastant similar al seu contemporani Dsungaripterus, tot i que s'estimava que era un terç més curt. Té vèrtebres de coll llargues i estretes i, com Dsungaripterus, una cresta i sense dents a la part davantera de la mandíbula inferior. Les dents que hi ha estan ben desenvolupades i espaiades bastant separades. El musell esmolat és recte i no apuntat cap amunt com passa amb Dsungaripterus.

## Classificació
A causa de la seva similitud amb Dsungaripterus, Noripterus s'ha assignat a la família Dsungaripteridae.
El gènere Phobetor, va ser descrit originalment l'any 1982 per Natasha Bakhurina com una espècie de Dsungaripterus (D. parvus), basat en un sol os de la cama inferior (PIN 3953). El descobriment de més restes més tard, entre els quals un crani gairebé complet (GIN 100/31), va ser la raó per la qual Bakhurina va nomenar D. parvus el 1986 com a gènere separat, i el nom de l'espècie es va convertir en Phobetor parvus. No obstant això, el nom del gènere Phobetor ja s'estava utilitzant com a sinònim menor d'una espècie de còtids, és a dir, el Gymnocanthus tricuspis (sinònim Phobetor tricuspis, Krøyer, 1844) i, per tant, no estava disponible.
L'any 2009, Lü i els seus col·legues van tornar a examinar gran part del material fòssil conegut de dsungariptèrid i van trobar que «Phobetor» era indistinguible de Noripterus, cosa que va fer que es referissin a ella com a sinònim menor. L'assignació del material «Phobetor» a Noripterus augmenta la mida coneguda d'aquest últim, ja que indica una envergadura màxima de 4 metres.
A continuació es mostra un cladograma que mostra els resultats d'una anàlisi filogenètica presentada per Andres et al. el 2014. Van recuperar Noripterus dins dels Dsungaripteridae, més concretament dins de la seva pròpia subfamília anomenada Noripterinae.
|  | Dsungaripterus weii      |
|  |                          |
|  | Domeykodactylus ceciliae |
|  |                          |

|  | Noripterus parvus       |
|  |                         |
|  | Noripterus complicidens |
|  |                         |

|  | Dsungaripterus weii      |
|  |                          |
|  | Domeykodactylus ceciliae |
|  |                          |

|  | Noripterus parvus       |
|  |                         |
|  | Noripterus complicidens |
|  |                         |

|  | Thalassodromeus sethi                                                            |
|  |                                                                                  |
|  | \| \| Tupuxuara longicristatus \| \| \| \| \| \| Tupuxuara leonardii \| \| \| \| |
|  |                                                                                  |
|  | Tupuxuara longicristatus                                                         |
|  |                                                                                  |
|  | Tupuxuara leonardii                                                              |
|  |                                                                                  |

|  | Tupuxuara longicristatus |
|  |                          |
|  | Tupuxuara leonardii      |
|  |                          |

|  | Dsungaripterus weii      |
|  |                          |
|  | Domeykodactylus ceciliae |
|  |                          |

|  | Noripterus parvus       |
|  |                         |
|  | Noripterus complicidens |
|  |                         |

|  | Dsungaripterus weii      |
|  |                          |
|  | Domeykodactylus ceciliae |
|  |                          |

|  | Noripterus parvus       |
|  |                         |
|  | Noripterus complicidens |
|  |                         |

|  | Thalassodromeus sethi                                                            |
|  |                                                                                  |
|  | \| \| Tupuxuara longicristatus \| \| \| \| \| \| Tupuxuara leonardii \| \| \| \| |
|  |                                                                                  |
|  | Tupuxuara longicristatus                                                         |
|  |                                                                                  |
|  | Tupuxuara leonardii                                                              |
|  |                                                                                  |

|  | Tupuxuara longicristatus |
|  |                          |
|  | Tupuxuara leonardii      |
|  |                          |

El 2019, es va publicar una topologia diferent, aquesta vegada de Kellner et al. En aquest estudi, Noripterus es va recuperar fora dels Azhdarchoidea, dins del grup més gran Tapejaroidea, tàxon germà de Dsungaripterus. A continuació es mostra el cladograma de l'anàlisi.
|  | Dsungaripterus weii |
|  |                     |
|  | Noripterus parvus   |
|  |                     |

|  | Azhdarchidae      |
|  |                   |
|  | Chaoyangopteridae |
|  |                   |

|             | Keresdrakon vilsoni                                              |
|             |                                                                  |
| Tapejaridae | \| \| Thalassodrominae \| \| \| \| \| \| Tapejarinae \| \| \| \| |
|             | \| \| Thalassodrominae \| \| \| \| \| \| Tapejarinae \| \| \| \| |
|             | Thalassodrominae                                                 |
|             |                                                                  |
|             | Tapejarinae                                                      |
|             |                                                                  |

|  | Thalassodrominae |
|  |                  |
|  | Tapejarinae      |
|  |                  |

|  | Azhdarchidae      |
|  |                   |
|  | Chaoyangopteridae |
|  |                   |

|             | Keresdrakon vilsoni                                              |
|             |                                                                  |
| Tapejaridae | \| \| Thalassodrominae \| \| \| \| \| \| Tapejarinae \| \| \| \| |
|             | \| \| Thalassodrominae \| \| \| \| \| \| Tapejarinae \| \| \| \| |
|             | Thalassodrominae                                                 |
|             |                                                                  |
|             | Tapejarinae                                                      |
|             |                                                                  |

|  | Thalassodrominae |
|  |                  |
|  | Tapejarinae      |
|  |                  |

|  | Dsungaripterus weii |
|  |                     |
|  | Noripterus parvus   |
|  |                     |

|  | Azhdarchidae      |
|  |                   |
|  | Chaoyangopteridae |
|  |                   |

|             | Keresdrakon vilsoni                                              |
|             |                                                                  |
| Tapejaridae | \| \| Thalassodrominae \| \| \| \| \| \| Tapejarinae \| \| \| \| |
|             | \| \| Thalassodrominae \| \| \| \| \| \| Tapejarinae \| \| \| \| |
|             | Thalassodrominae                                                 |
|             |                                                                  |
|             | Tapejarinae                                                      |
|             |                                                                  |

|  | Thalassodrominae |
|  |                  |
|  | Tapejarinae      |
|  |                  |

|  | Azhdarchidae      |
|  |                   |
|  | Chaoyangopteridae |
|  |                   |

|             | Keresdrakon vilsoni                                              |
|             |                                                                  |
| Tapejaridae | \| \| Thalassodrominae \| \| \| \| \| \| Tapejarinae \| \| \| \| |
|             | \| \| Thalassodrominae \| \| \| \| \| \| Tapejarinae \| \| \| \| |
|             | Thalassodrominae                                                 |
|             |                                                                  |
|             | Tapejarinae                                                      |
|             |                                                                  |

|  | Thalassodrominae |
|  |                  |
|  | Tapejarinae      |
|  |                  |

## Paleobiologia i ecologia
Els dsungariptèrids com Noripterus s'interpreten com a adaptats per alimentar-se de mariscs o altres aliments durs, amb puntes de bec llargues i estretes i sense dents per sondejar i recollir preses adequades, i dents robustes més enrere per trencar closques. Els cranis d'aquests animals són més robusts que els d'altres pterosaures, així com les seves extremitats i vèrtebres.
Noripterus va viure al mateix temps i lloc que el Dsungaripterus més gran, en formacions que indiquen la presència d'extensos sistemes de llacs interiors. Com que Noripterus tenia un crani més lleuger amb dents més febles i esveltes que el seu contemporani més gran, és probable que els dos pterosaures ocupessin nínxols ecològics separats.
Com la majoria dels dsungaripteroides, Noripterus estava ben adaptat a un estil de vida terrestre, amb parets òssies gruixudes i proporcions corporals robustes.